# Yves Simon

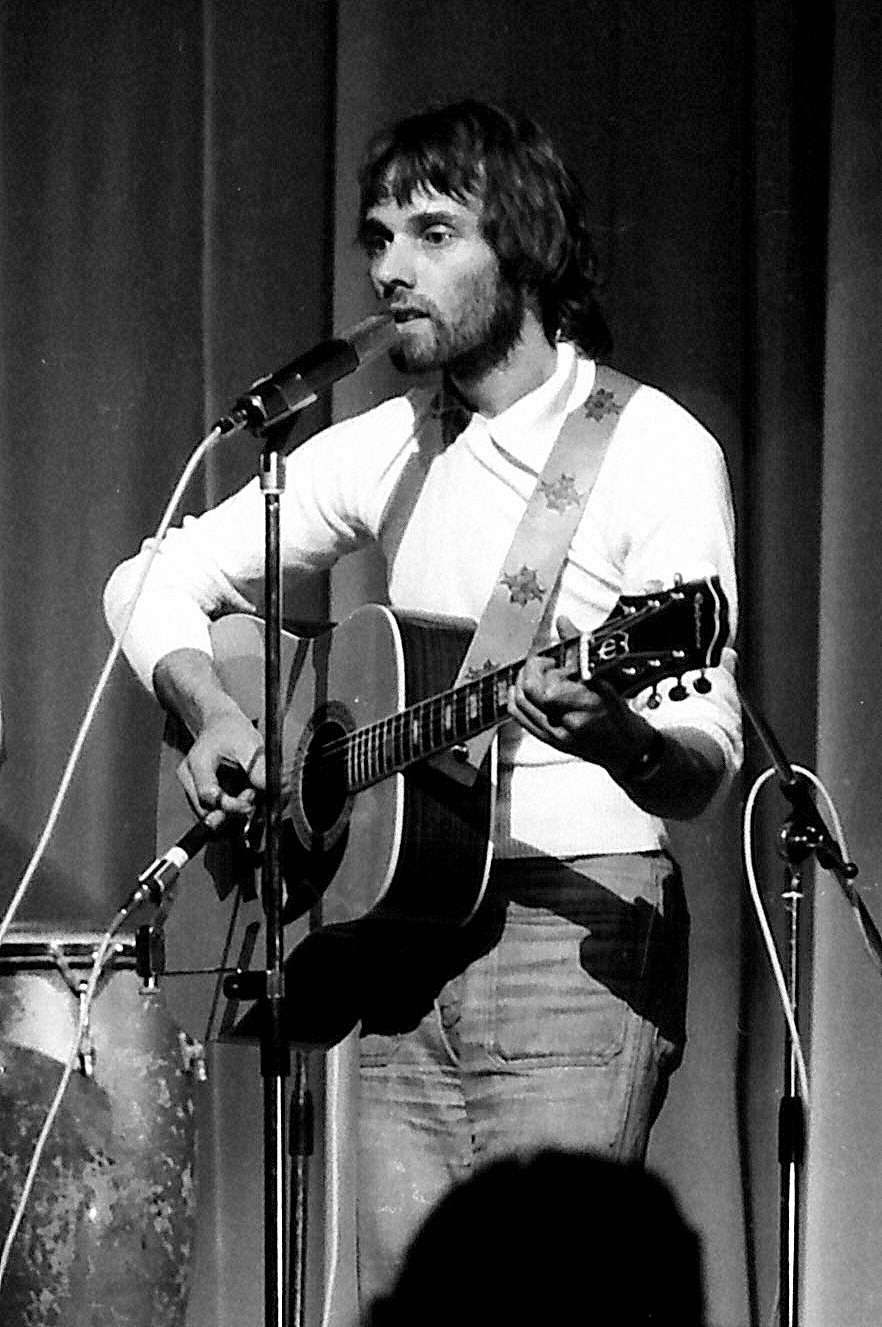
Yves Simon 1974

Yves Simon (Choiseul (Haute-Marne), 3 mei 1944) is een Frans schrijver en chansonnier. Hij publiceerde een dertigtal boeken en bracht een twintigtal muziekalbums uit.

## Biografie
Simon verkreeg met name in de jaren zeventig bekendheid als zanger van Franstalige chansons, waarbij hij zichzelf begeleidde op gitaar. Hij werd beïnvloed door onder andere Georges Brassens, Serge Gainsbourg en Bob Dylan. In Frankrijk had hij hits met Les Gauloises Bleues (1972) en Respirer chanter (1974). Zijn album Au pays des merveilles de Juliet (1973) won de prestigieuze 'Grand Prix de l'Académie du disque'. In 1977 schreef hij de soundtrack bij Diane Kurys' film Diabolo menthe. Ook in de jaren tachtig had hij nog succes met zijn album USA-USSR (1983) en de single Liaisons (1988). Nog steeds maakt hij muziek. In 2008 gaf hij nog een aantal uitverkochte concerten in Olympia te Parijs, na lange tijd niet meer te hebben opgetreden.
Behalve als muzikant maakte Simon ook naam als schrijver en essayist. Zijn eerste roman Les Jours en couleur (1971) werd direct in het Nederlands vertaald onder de titel Gekleurde dagen, door Ernst van Altena, die ook zijn L'Amour dans l'âme (1978) vertaalde, als Liefde tot op het bot. Simons definitieve erkenning als literair schrijver kwam met de roman Océans (1983). In 1991 won hij de Prix Médicis met zijn roman La Dérive des sentiments, onder de titel Gevoelens op drift in het Nederlands vertaald, wederom door Van Altena. Samen met Le Prochain amour (1997) wordt dit werk wel beschouwd als het hoogtepunt in zijn oeuvre. De verhalenbundel Un instant de bonheur (1998) kreeg de Grand Prix de la chanson de l'Académie française.